# Иодид актиния(III)
Иодид актиния(III) — AcI3, неорганическое бинарное соединение, актиниевая соль иодоводородной кислоты. Белое вещество, растворимое в воде. Температура возгонки 700—800 °C. 
Впервые был получен в 1950 году нагреванием оксида или оксалата актиния с иодидом алюминия при 500—700 °C:
{\displaystyle {\mathsf {2AlI_{3}+Ac_{2}O_{3}=2AcI_{3}+Al_{2}O_{3}}}}